# Паола (певица)
Паго̀на Карамѝциу (на гръцки: Παγώνα Καραμήτσιου), известна като Па̀ола Фока̀ (Πάολα Φωκά), е видна гръцка певица, изпълнителка на лаика. Част е от лейбъла Паник Платинум.

## Биография
Родена е на 25 юни 1982 година в македонския град Солун, Гърция. Родителите ѝ Александрос и Мария също са музиканти, като Александрос е от цигански произход. Израства в халкидическото село Сикия. Учи в музикално училище и от 14-годишна възраст пее с родителите си. В 2002 година се жени и през 2003 година се ражда дъщеря ѝ Паолина. През 2005 година работи със Стаматис Гонидис във „Франдзелико“, а след това с Христос Менидиатис и Никос Андипас.
През 2006 г. Паола се завръща в Солун и се пее през целия сезон в Мамуния, като междувременно издава първия си албум, озаглавен „Аторива“ (Мълчаливо) от Вайръс Мюзик, който включва 12 песни, подписани от композиторите Алекос Хрисовергис и Спирос Ятрас. През същата година си сътрудничи със Сотис Воланис в дуета „Яя ке Папус“ (Баба и дядо), което има голям успех. Издава и DVD с музика на живо от Мамуния. На следващата 2007 година отива в Атина, за да си сътрудничи отново с Андипас, този път в „Астерия“. В средата на сезона се връща в Солун и отново си сътрудничи с Валантис в Мамуния. През 2008 година пее със Стельос Рокос в „Астра“ в Солун, а през зимата на 2008 година пеят във „Франдзелико“ в Атина.
Междувременно издава втория си албум „Перасаме ме Кокино“ (Минахме на червено) с 11 песни. Хитове от този албум попадат в топ 10 на радиокласациите.
Веднага след този успех Паола си сътрудничи с Дионисис Макрис, Кристина Колеца и Христос Киприянидис в „Ромео“, като лидер на групата е Фока.
През 2010 година Паола остава в Солун и си сътрудничи отново със Стельос Рокос, този път в „Пили Аксиу“. През втората половина на сезона Паола отново слиза в Атина и си сътрудничи до лятото с Христос Холидис в „Театро“. След това отново пее в Солун и се завръща в „Пили Аксиу“, където изнася концерти два месеца. След това отново заминава за Атина, където пее във „Вотаникос“, където остава четири-пет месеца. Прекарва лятото на 2011 година в Атина, където си сътрудничи с Нино и Никос Икономопулос в „Теа“ с изключително популярен репертоар. Успехът ѝ е забелязан от музикалната група Спайси и започват да пеят заедно. След това сътрудничество, през зимата на 2011 година Паола си сътрудничи с Нино и Йоаким Фокас в групата Фикс Атинас – сътрудничество, което продължава до началото на 2012 година.
След това Паола се завръща в Солун, където изнася изключително популярни концерти с Йоргос Пападопулос и Костас Мартакис, като славата ѝ постоянно расте. Сътрудничеството приключва през февруари 2012 година, като след това Паола подписва със звукозаписната компания Хевън. След това Паола издава третия си албум „На ме Афисис Исихи Тело“ (Да не ме оставяш тихо искам). На 23 март 2012 година Паола отново заминава за Атина, където си сътрудничи с Пеги Зина в „Теа“, а през май месец издава нов албум, озаглавен „Гине Мази му Ена“ (Стани с мен едно). През зимата на 2012 – 2013 година Паола пее заедно с Василис Карас и Пантелис Пантелидис в музикалната зала „Театро“ в Атина в най-успешната програма за сезона.

## Дискография
- Αθόρυβα (2005)
- Περάσαμε με Κόκκινο (2008)
- Γίνε Μαζί μου Ένα (2012) (Χρυσό 6.000)
- Μετά τα Μεσάνυχτα (2013) (Πλατινένιο 12.000)
- Η Μόνη Αλήθεια (2014) (Χρυσό 6.000)
- Κρύβω Αλητεία (2015) (Χρυσό 6.000)
- Πάολα Live (2017)
- Δε σε Φοβάμαι Ουρανέ (2018)
- Καταστροφή (2019)
- Αμετανόητη (2020)

### Песни
- Γίνε Μαζί μου Ένα (2012)
- Κράτα Με (2013)